# Polska w Konkursie Piosenki Eurowizji Junior
Polska w Konkursie Piosenki Eurowizji Junior zadebiutowała w 2003 roku. Od czasu debiutu konkursem w kraju zajmuje się Telewizja Polska (TVP).
Polska dwukrotnie zwyciężyła w finale konkursu w 2018 (Roksana Węgiel z piosenką „Anyone I Want to Be”) i 2019 (Viki Gabor z „Superhero”).

## Polski udział w powstaniu Konkursu Piosenki Eurowizji Junior
Pierwsze pilotażowe próby organizacji konkursu pod nadzorem EBU po stronie polskiej (równolegle swój projekt międzynarodowego konkursu piosenki dla dzieci MGP Nordic miał duński nadawca publiczny DR) miały miejsce w latach 2001–2002 podczas organizowanego w ramach Międzynarodowego Dziecięcego Festiwalu Piosenki i Tańca w Koninie, widowiska zwanego EuroKonkursem. W konkursie prezentowali się przedstawiciele telewizji europejskich zrzeszonych w EBU, a współorganizatorem przedsięwzięcia była Telewizja Polska.

## Historia Polski w Konkursie Piosenki Eurowizji Junior

### Konkurs Piosenki Eurowizji Junior 2003
25 lipca 2003 Telewizja Polska (TVP) potwierdziła swój debiut w konkursie oraz zaprosiła chętnych piosenkarzy do składania kandydatur. Możliwość zgłoszeń trwała wówczas do 15 września 2003. 28 września 2003 odbyły się polskie eliminacje do 1. Konkursu Piosenki Eurowizji Junior, podczas których wystąpili: Magdalena Ćwiklińska (z utworem „Bluesowe zwierzaki”), Agata Korwin („Dziecko na pokaz”), Justyna Kosela („Wakacyjna niespodzianka”), Marina Łuczenko („Sen”), Zuzanna Madejska („Ty”), Marta Moszczyńska („W obronie marzeń”), Sebastian Plewiński („Jeśli kochasz”), Dominika Rydz („Mój świat”), Katarzyna Żurawik („Coś mnie nosi”), Agata Stodolna („Kropeleczka”), Kasper Zborowski-Weychman („Lato”) oraz zespoły Wigor („Wrzuć na luz”) i Stonoga („Trzepak show”). W finale eliminacji, który prowadził Jarosław Kulczycki, zwyciężyła wówczas 11-letnia Katarzyna Żurawik, dzięki czemu reprezentowała Polskę w konkursie rozgrywanym w Kopenhadze. Sama napisała i skomponowała swój konkursowy utwór.
15 listopada wystąpiła jako siódma w kolejności w finale konkursu. Na scenie towarzyszył jej dziecięcy zespół taneczny Rytmix. Zajęła ostatnie, 16. miejsce, zdobywając trzy punkty od Białorusi.

### Konkurs Piosenki Eurowizji Junior 2004
19 września 2004 odbyły się krajowe eliminacje do 2. Konkursu Piosenki Eurowizji Junior, w których rywalizowało dwunastu uczestników: Monika Bękalarska („Mur”), Natalia Goerne („Marzenia”), Dominika Guzek i Kasper Zborowski-Weychman („Czary”), Julia Kopczyk („Jestem jaka jestem”), Agata Korwin („Swoje zdanie”), Patrycja Kowalska („Wyobraźnia”), Paweł Pietrzyk („Rockendrolowe sny”), Agata Stodolna („To samo”), Adrianna Wenclewska („Chcę pamiętać”) oraz zespoły KWADro („Łap życie”), Fart („Śpiewaj”) oraz Graffiti („Dogonić marzenia”). Preselekcje prowadzili Michał Juszczakiewicz i Zuzanna Madejska. Decyzją komisji jurorskiej w finale zwyciężyła założona w Rabce-Zdroju grupa KWADro, w skład której wchodziły: Dominika Rydz, Weronika Bochat, Anna Klamczyńska i Kamila Piątkowska. Zwycięski utwór „Łap życie” skomponowała Rydz do tekstu napisanego przez same wokalistki. W celu promocji propozycji konkursowej wystąpiły gościnnie podczas dnia otwartego w TVP.
20 listopada 2004 wystąpiły jako ósme w kolejności w finale konkursu w Lillehammer. Zajęły przedostatnie, 17. miejsce po zdobyciu trzech punktów (jednym od Białorusi i dwoma od Francji). Jako przyczynę porażki podczas konkursu wskazały brak dobrej piosenki oraz promocji utworu, poza tym zwróciły uwagę, że jako jedyne zagrały do czystej linii melodycznej, bez chórków i wokali nagranych na taśmie.

### Konkurs Piosenki Eurowizji Junior 2005–2015: Brak udziału
Słabe wyniki osiągnięte w poprzednich latach spowodowały rezygnację nadawcy publicznego z udziału w 3. Konkursie Piosenki Eurowizji Junior.
W 2008 pojawiły się doniesienia o możliwym powrocie Polski do konkursu, o czym poinformowała Aneta Wrona, przedstawicielka TVP. Planowano dokonać wyboru reprezentanta spośród uczestników programu Mini szansa, transmitowanego w TVP2. Do powrotu ostatecznie nie doszło, a z udziału w konkursie zrezygnowano także w kolejnych latach.
Temat powrotu do konkursu pojawił się również w 2014, jednak TVP zdementowała plotki.

### Konkurs Piosenki Eurowizji Junior 2016

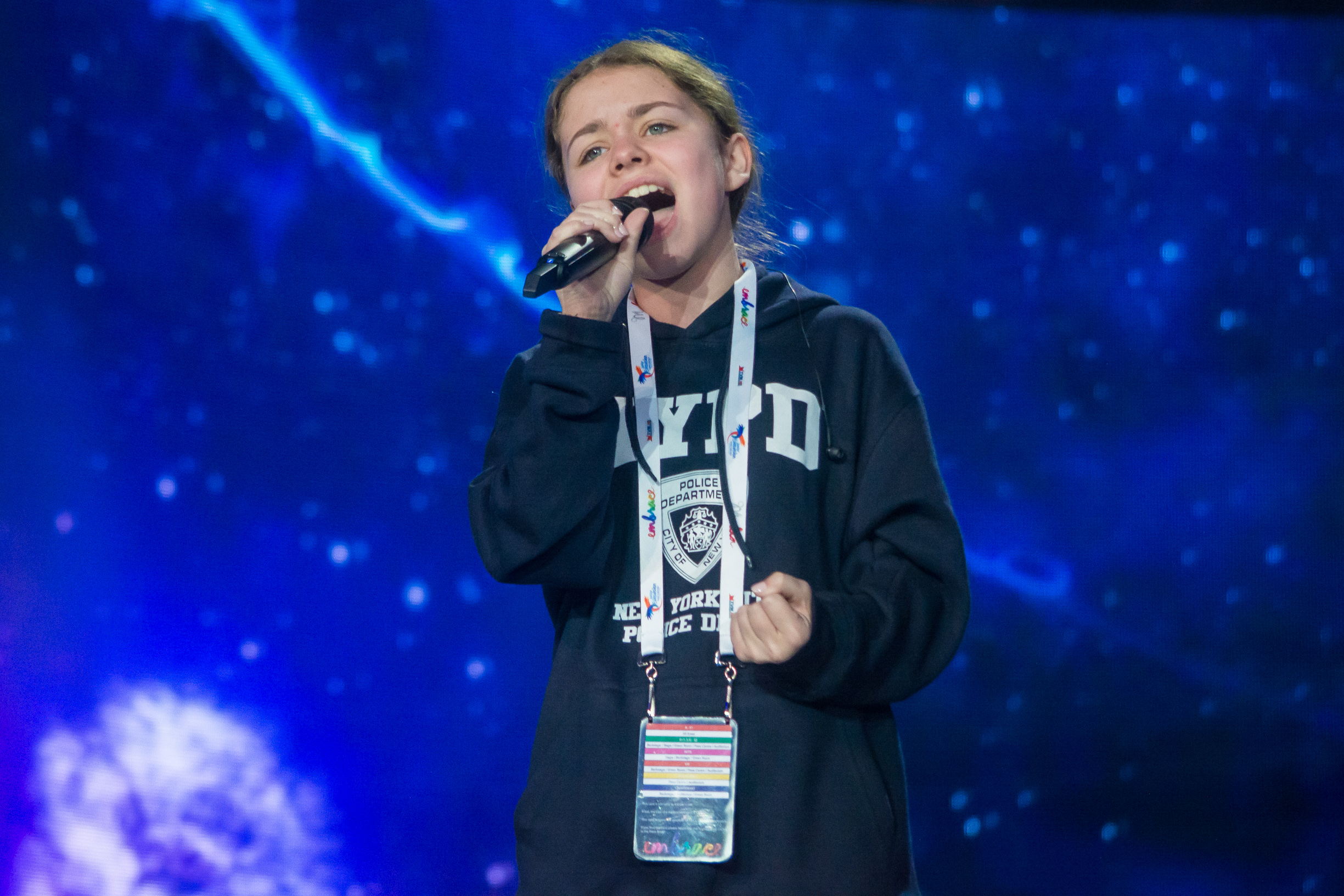
Olivia Wieczorek podczas prób do występu w Valletcie

Kolejna możliwość powrotu pojawiła się przed Konkursem Piosenki Eurowizji w 2016, kiedy to kompozytor i dziennikarz muzyczny TVP Aleksander Pałac podał informacje o potencjalnym powrocie Polski do konkursu po dwunastu latach, zapraszając potencjalnych wykonawców do pisania utworów. Informacje w korespondencji na Facebooku potwierdziła stacja TVP ABC zaznaczając, że ostateczne decyzje w tej sprawie jeszcze nie zapadły. 22 czerwca 2016 biuro prasowe TVP potwierdziło chęć wzięcia udziału w konkursie, informując jednocześnie o trwających z tego powodu przygotowywaniach dokumentacyjnych.
Decyzję o powrocie do konkursu krytykował Juliusz Braun, do 2015 prezes TVP, który uważał uczestnictwo w imprezie promującej rywalizację dzieci za niedopuszczalne.
W lipcu TVP potwierdziła chęć udziału w konkursie. Reprezentant kraju został wybrany za pośrednictwem krajowych eliminacji. 3 października 2016 ogłoszono dziesięciu uczestników selekcji, którymi zostali: Dominika Ptak („Jak kropla”), Julia Chmielarska („Na skrzydłach dni”), Ania Dąbrowska („Fryzurka”), Olivia Wieczorek („Nie zapomnij”), Amelia Andryszczyk („Marzenia”), Ula Dorosz („Życie to nie gra”) oraz zespoły WamWay („Zróbmy hałas”), ASMki („Do końca świata”), Arfik („Tango dla kotów”) i Jagoda Krystek, która później wycofała się z finałowej rywalizacji, dzięki czemu w selekcjach wystąpiło dziewięciu uczestników.
15 października odbył się finał krajowych eliminacji. O wynikach zdecydowali telewidzowie i komisja jurorska w składzie: Marcin Kusy, Margaret i Anna Wyszkoni. Gościem specjalnym koncertu była Destiny Chukunyere, która wykonała dwa utwory: „Not My Soul” oraz „Sound of Silence”. W trakcie głosowania SMS-owego przez widzów, swoje piosenki zaprezentowały także jurorki preselekcji: Anna Wyszkoni („Biegnij przed siebie” i „Oszukać los”) i Margaret („Cool Me Down” i „Elephant”). Reprezentantką Polski w 14. Konkursie Piosenki Eurowizji Junior została Olivia Wieczorek z utworem „Nie zapomnij”, skomponowanym przez Piotra Rubika do tekstu napisanego przez Donia.
20 listopada wystąpiła jako ósma w kolejności w finale konkursu organizowanym w Valletcie i zajęła jedenaste miejsce z 60 punktami na koncie.

### Konkurs Piosenki Eurowizji Junior 2017
W sierpniu 2017 TVP potwierdziła udział w 15. Konkursie Piosenki Eurowizji Junior w Tbilisi. Ujawniła, że reprezentant kraju zostanie wyłoniony poprzez krajowe eliminacje. 19 września odbyły się przesłuchania z udziałem wybranych wykonawców, a 20 września TVP opublikowała listę dziesięciu finalistów selekcji, którymi zostali: Tomasz Bao („Pochodnie”), Urszula Kowalska („Jestem jaka jestem”), Stanisław Kukulski („To co żyje w nas”), Maya i Marcel („Tacy sami”), Dominika Ptak („Anioły”), Alicja Rega („Mój dom”), Monika Urbanowicz („Płomień miłości”) i Natalia Wawrzyńczyk („Nie jesteś sam”), oraz zespoły ASMki („Pod prąd”) i WAMWAY („Jesteś mym marzeniem”).
1 października odbył się finał selekcji. O wynikach zdecydowali telewidzowie i komisja jurorska w składzie: Artur Orzech, Natalia Szroeder i Sylwia Lipka. Koncert finałowy, który poprowadził Rafał Brzozowski, wygrała Alicja Rega z utworem „Mój dom”.
26 listopada wystąpiła jako druga w kolejności w finale konkursu. Zajęła ósme miejsce z 138 punktami, w tym 61 punktów od widzów (7. miejsce) i 77 punktów od jury (7. miejsce) w tym maksymalną notę 12 punktów z Irlandii.

### Konkurs Piosenki Eurowizji Junior 2018

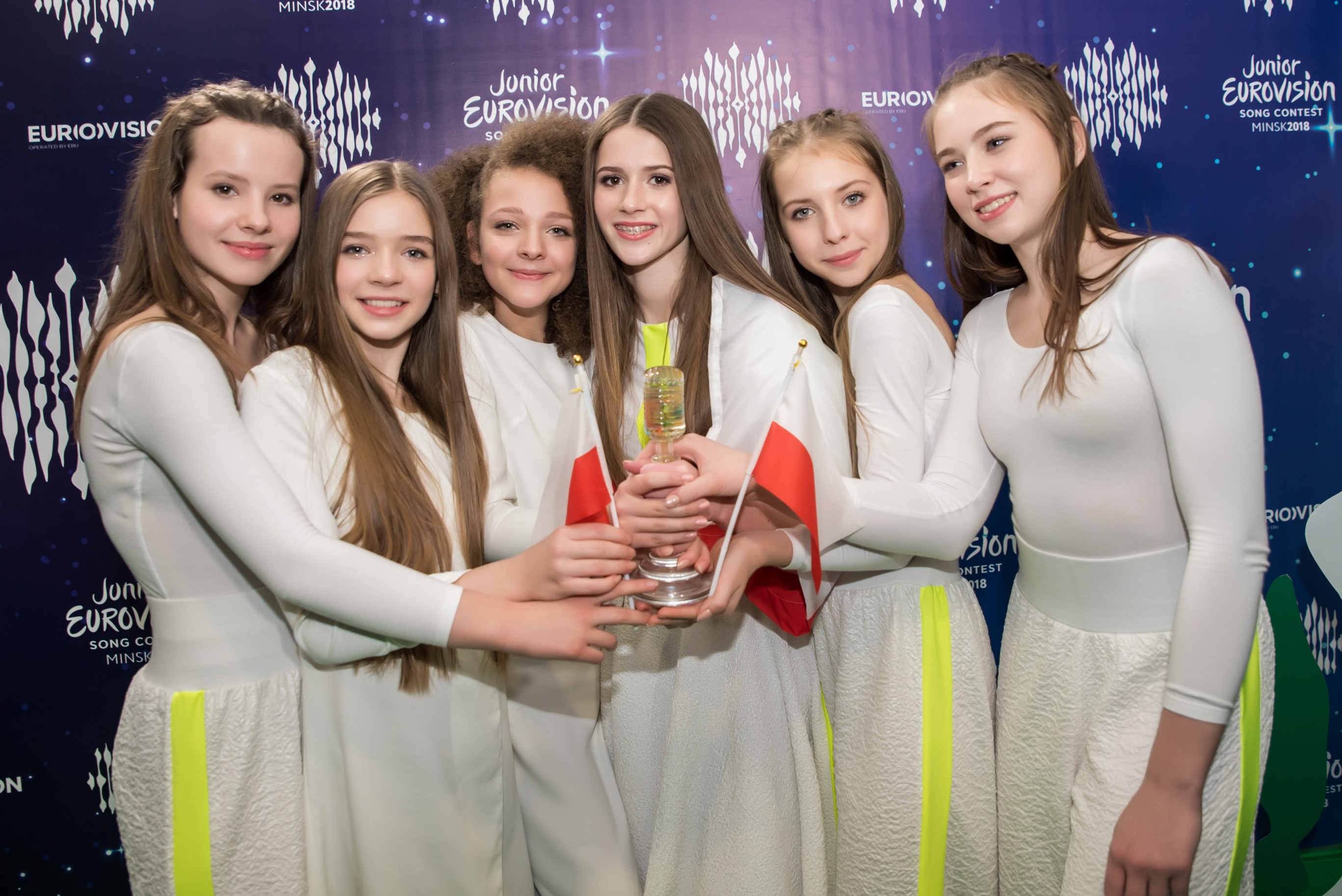
Roksana Węgiel z tancerkami po wygranej 16. Konkursu Piosenki Eurowizji Junior

W grudniu 2017 TVP potwierdziła udział w 16. Konkursie Piosenki Eurowizji Junior w Mińsku. Zgodnie ze wstępnymi planami finansowymi przedstawionymi przez nadawcę, telewizja miała zorganizować krajowe eliminacje, mające wyłonić reprezentanta na konkurs. Start w selekcjach planowali m.in. Natalia Wawrzyńczyk, Arfik, Ula Kowalska, Julia Chmielarska, Ula Dorosz i Wiktoria Zwolińska, wśród internautów często wskazywaną kandydatką były również Paula Biskup z piosenką „Wyliczanka” oraz Roksana Węgiel, zwyciężczyni pierwszej edycji programu The Voice Kids. Na początku września kompozytorka Agnieszka Wiechnik przygotowała petycję do prezesa TVP, Jacka Kurskiego, z prośbą o przygotowanie selekcji.
21 września TVP poinformowała, że reprezentantką Polski w konkursie będzie wyłoniona wewnętrznie Roksana Węgiel. W jednym z późniejszych wywiadów Prezes Telewizji Polskiej Jacek Kurski potwierdził, że wybór Roksany Węgiel był jego „dyktatorską” decyzją w porozumieniu z producentem Konradem Smugą powstałą na podstawie wyników głosowania telewidzów i całego procesu selekcyjnego zawartego w pierwszej edycji programu The Voice Kids, którego to Roksana Węgiel była zwyciężczynią. Jej konkursową piosenkę przygotowali Juliusz Kamil i Lanberry. Konkursową piosenką został utwór „Anyone I Want to Be”. 25 listopada wystąpiła z ostatniej dwudziestej pozycji startowej i wygrała w finale konkursu, zdobywając łącznie 215 punktów, w tym 136 punktów od widzów (1. miejsce) i 79 punktów od jury (7. miejsce). Podczas występów na scenie towarzyszyły jej trzy tancerki i dwie chórzystki, a choreografię do występu przygotował Tomasz Barański. Reżyserem występu był Konrad Smuga.

### Konkurs Piosenki Eurowizji Junior 2019

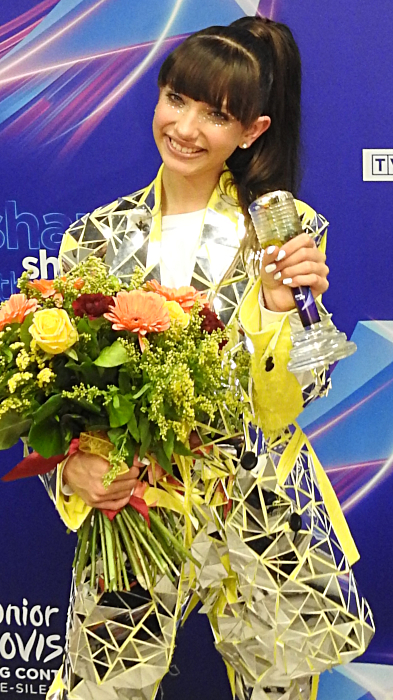
Viki Gabor po wygranej 17. Konkursu Piosenki Eurowizji Junior

10 grudnia 2018 EBU i TVP potwierdziły organizację 17. Konkursu Piosenki Eurowizji Junior w Polsce. 6 marca 2019 ogłoszono, że konkurs odbędzie się w Gliwicach przy wsparciu Górnego Śląska, który stał się regionem-gospodarzem imprezy. Następnie ogłoszono, że koncert finałowy odbędzie się 24 listopada 2019 na terenie Areny Gliwice, a jego prowadzącymi będą Roksana Węgiel, Aleksander Sikora i Ida Nowakowska.
Pod koniec 2018 fani konkursu zaczęli spekulować, że reprezentantem Polski zostanie zwycięzca drugiej edycji programu TVP2 The Voice Kids, którego pierwszy sezon wygrała Roksana Węgiel. Tezę wstępnie potwierdził Jacek Kurski, prezes TVP, który podczas finału drugiej edycji programu stwierdził, że „ma nadzieje, że jego zwycięzca będzie tak dobry, że TVP wyśle go na Eurowizję Junior”. Zaznaczył przy tym, że „wygranie programu nie zapewnia wyjazdu na konkurs, gdyż liczyć ma się jeszcze piosenka”. Telewizyjny konkurs talentów wygrała AniKa Dąbrowska, która typowana była przez fanów do reprezentowania Polski w konkursie.
10 lipca TVP poinformowała, że reprezentant kraju zostanie wyłoniony w ramach nowej edycji reaktywowanego programu Szansa na sukces. Do finału programu, rozgrywanego 29 września, zakwalifikowały się trzy wokalistki: Nikola Fiedor, Wiktoria Gabor i Gabriela Katzer. Decyzją telewidzów, odcinek finałowy wygrała Viki Gabor z piosenką „Superhero”, dzięki czemu została ogłoszona reprezentantką Polski w konkursie. 24 listopada wystąpiła jako 11. w kolejności w finale Eurowizji Junior 2019. Zajęła pierwsze miejsce, zdobywszy 278 punktów, w tym 166 pkt od widzów (1. miejsce) i 112 pkt od jury (2. miejsce). Tym samym Polska została pierwszym państwem w historii Konkursu Piosenki Eurowizji Junior, który wygrał konkurs dwa lata z rzędu.

### Konkurs Piosenki Eurowizji Junior 2020

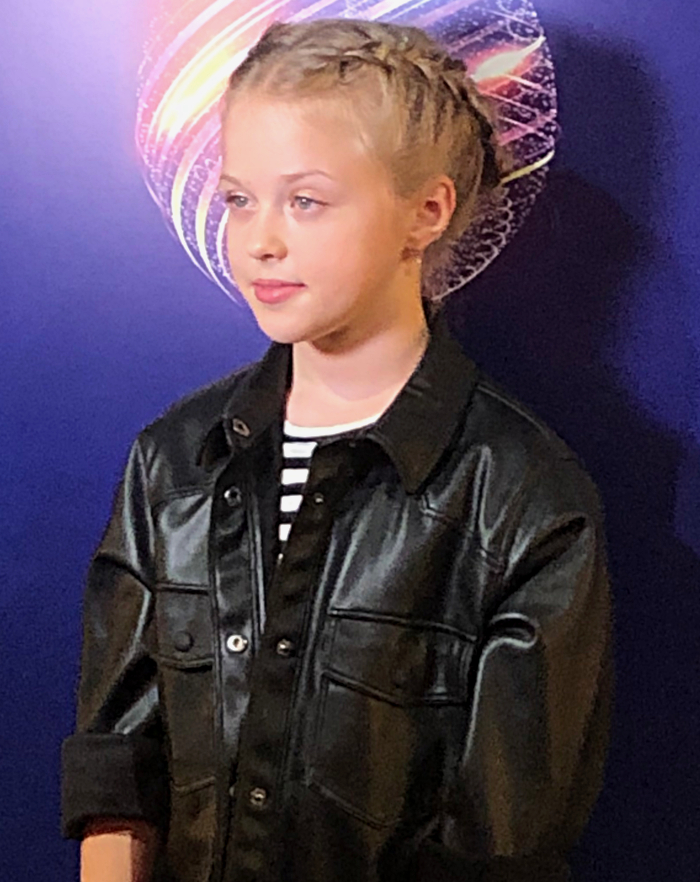
Ala Tracz z oficjalną ścianką z logiem konkursu w tle

Przed finałem konkursu w 2019 prezes TVP Jacek Kurski zasugerował, że w razie zwycięstwa Polski będzie się ubiegał o prawo organizacji konkursu w 2020. 5 marca 2020 EBU potwierdziła, że konkurs odbędzie się w Polsce. Telewizja Polska była pierwszą telewizją w historii konkursu, która zorganizowała Konkurs Piosenki Eurowizji Junior dwa lata z rzędu. 16 maja 2020 podczas koncertu Eurowizja: Światło dla Europy Viki Gabor połączyła się ze studiem w Hilversum oraz zaprezentowała logotyp i slogan 18. Konkursu Piosenki Eurowizji Junior. Niedługo później na oficjalniej stronie junioreurovision.tv ujawnił się artykuł, który potwierdzał, iż konkurs odbędzie się w specjalnie przystosowanym do tego typu widowiska studiu telewizyjnym w Warszawie.
W marcu 2020 podczas emisji programu Panorama Telewizja Polska ogłosiła, iż polski reprezentant na konkurs zostanie wybrany w programie Szansa na sukces. Finał programu odbył się 27 września, zwyciężyła w nim Alicja Tracz z utworem „I’ll Be Standing”, zdobywszy maksymalną liczbę 10 punktów w głosowaniu jurorów i telewidzów. 29 listopada wystąpiła jako szósta w kolejności w finale konkursu. Zajęła dziewiąte miejsce z 90 punktami, w tym 44 punkty od widzów (9. miejsce) i 46 punktów od jury (9. miejsce).

### Konkurs Piosenki Eurowizji Junior 2021

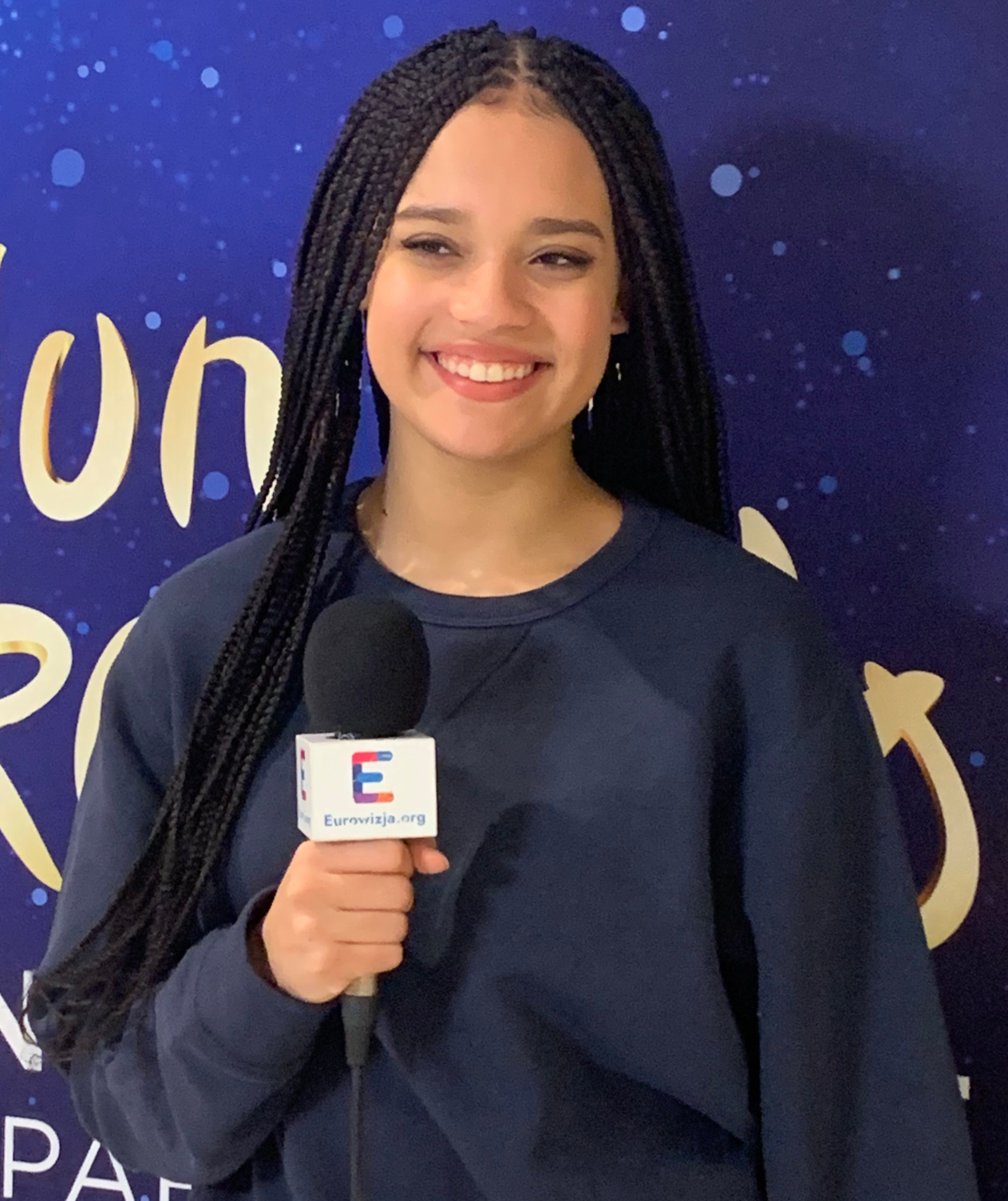
Sara James podczas wywiadu w Paryżu w ramach konkursu

W 2021 Telewizja Polska ogłosiła, że reprezentant Polski na 19. Konkurs Piosenki Eurowizji Junior zostanie wyłoniony poprzez program Szansa na sukces. Finał programu odbył się 26 września. W finale udział wzięli: Marysia Stachera, Miłosz Świetlik Skierski, oraz Sara James. Ostatecznie w finale zwyciężyła Sara James z utworem „Somebody” zdobywszy 10 punktów, w tym maksymalne noty 5 punktów od jurorów i telewidzów.
Podczas występów na scenie James towarzyszyły tancerki, a choreografię do występu przygotował Agustin Egurrola. Reżyserem występu był Konrad Smuga. 19 grudnia wystąpiła jako trzecia w kolejności w finale konkursu. Zajęła drugie miejsce z 218 punktami, w tym 102 punkty od widzów (2. miejsce) i 116 punktów od jury (2. miejsce).

### Konkurs Piosenki Eurowizji Junior 2022
W kwietniu 2022 Telewizja Polska ogłosiła, że reprezentant Polski na 20. Konkurs Piosenki Eurowizji Junior zostanie wyłoniony poprzez program Szansa na sukces. 4 września 2022 rozegrano pierwszy półfinał preselekcji, a do finału zakwalifikowały się Laura Bączkiewicz (zaśpiewała piosenkę zespołu OneRepublic „Run”) i Natalia Smaś (wykonała piosenkę Adele „Easy on Me”). 11 września rozegrano drugi półfinał preselekcji, a do finału zakwalifikował się Aleksander Maląg, który wykonał piosenkę „Mój dom” Alicji Regi, reprezentantki Polski w 15. Konkursie Piosenki Eurowizji Junior. 18 września rozegrano trzeci i zarazem ostatni półfinał preselekcji, a do finału zakwalifikowała się Ida Wargskog, która wykonała piosenkę „If I Were Sorry” Fransa, reprezentanta Szwecji w 61. Konkursie Piosenki Eurowizji. 25 września rozegrano dwuetapowy finał preselekcji. W pierwszej rundzie spośród czterech finalistów jurorzy i telewidzowie, głosujący za pośrednictwem wiadomości SMS, wyłonili dwóch superfinalistów. Zostali nimi Laura Bączkiewicz i Aleksander Maląg, którzy wykonali premierowo swoje konkursowe utwory. Ostatecznie w finale zwyciężyła Laura Bączkiewicz z utworem „To the Moon”, zdobywszy 20 punktów, w tym maksymalne noty 10 punktów od jurorów i telewidzów.
11 grudnia Laura wystąpiła druga w finale konkursu rozgrywanego w Erywaniu. Zajęła 10. miejsce zdobywając 95 punktów, w tym 53 pkt od widzów (9. miejsce) oraz 42 pkt od jury (11. miejsce). Dzień później ujawniono, że oglądalność konkursu w Polsce wyniosła 2,1 mln widzów, co przełożyło się na 15,1% udziałów w rynku.

### Konkurs Piosenki Eurowizji Junior 2023

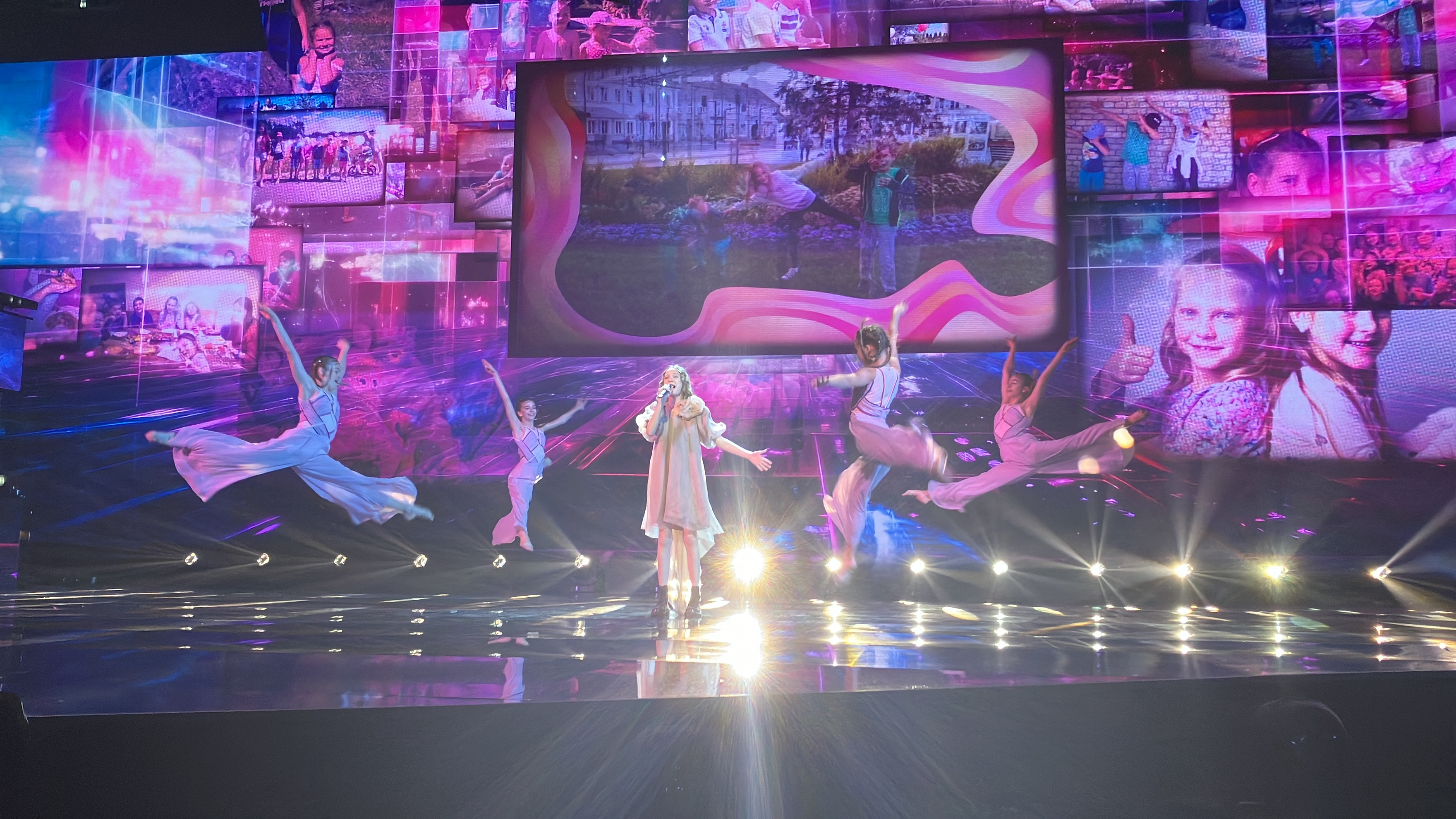
Maja Krzyżewska podczas występu w 21. Konkursie Piosenki Eurowizji Junior w Nicei

9 maja 2023 roku Telewizja Polska potwierdziła swój udział w konkursie i ogłosiła, że reprezentant Polski na 21. Konkurs Piosenki Eurowizji Junior zostanie wyłoniony poprzez program Szansa na sukces. Odcinki półfinałowe zostały wyemitowane 3, 10 i 17 września, a do finału awansowali: Leon Olek i Daria Malicka (pierwszy półfinał), Filip Robak i Gracjana Górka (drugi półfinał) i Maja Krzyżewska (trzeci półfinał). 24 września odbył się finał preselekcji, który został podzielony na dwa etapy; w pierwszym wystąpiła piątka finalistów, na których głosowali jurorzy i telewidzowie; do drugiego etapu zakwalifikowali się Leon Olek i Maja Krzyżewska, którzy zaśpiewali wewnętrznie wybrany utwór „I Just Need a Friend”, a decyzją telewidzów zwyciężyła Maja Krzyżewska. 26 września ujawniono, że średnia oglądalność preselekcji wyniosła 843 tys. 20 października ukazał się teledysk oraz nowa wersja utworu.
26 listopada 2023 Maja wystąpiła jako dziewiąta w kolejności startowej i zajęła 6. miejsce zdobywszy 124 punkty, w tym 69 pkt od jury (6. miejsce) oraz 55 pkt od widzów (8. miejsce). 28 listopada ujawniono, że oglądalność konkursu w Polsce wyniosła 1,86 mln widzów, co przełożyło się na 15,26% udziałów w rynku.

### Konkurs Piosenki Eurowizji Junior 2024
12 maja 2024 roku Telewizja Polska potwierdziła swój udział w konkursie i ogłosiła, że Polski reprezentant na 22. Konkurs Piosenki Eurowizji Junior ponownie zostanie wyłoniony poprzez program Szansa na Sukces. Odcinki półfinałowe zostały wyemitowane 8, 15 i 22 września, a do finału awansowali: Natan Gryga i Blanka Korniluk (pierwszy półfinał), Aleksandra Antoniak i Dominik Arim (drugi półfinał) i Maja Golańska (trzeci półfinał). 24 września odbył się finał preselekcji, który został podzielony na dwa etapy; w pierwszym wystąpiła piątka finalistów, na których głosowali jurorzy i telewidzowie; do drugiego etapu zakwalifikowali się Aleksandra Antoniak i Dominik Arim, którzy zaśpiewali wewnętrznie wybrany utwór „All Together”, a decyzją telewidzów zwyciężył Dominik Arim. 1 października ogłoszono, że oglądalność preselekcji wyniosła 900 tys widzów, co przełożyło się na udziały w rynku na poziomie 11,4%. Po finale utwór padł ofiarą krytyki ze strony widzów i fanów konkursu, którzy wytknęli m.in. „przestarzałą” i „monotonną” kompozycję, jak i fakt, iż jego autorzy – Aldona Dąbrowska i Sławomir Sokołowski – już od wielu lat nie są wpływowymi postaciami na polskim rynku muzycznym.
16 listopada Dominik wystąpił jako ósmy w kolejności startowej i zajął 12. miejsce otrzymując łącznie 61 punktów w tym 13 punktów od jury (15. miejsce) i 48 punktów od widzów (11. miejsce). Reżyserką występu była Agnieszka Żmijewska. 18 listopada telewizja ujawniła, że oglądalność konkursu w Polsce wyniosła 1,3 mln widzów, co przełożyło się na udziały w rynku na poziomie 11,7%.

### Konkurs Piosenki Eurowizji Junior 2025
W grudniu 2024 poinformowano, że według dokumentów przetargowych stacja zamierzała wyłonić reprezentanta podczas kolejnej edycji programu Szansa na Sukces. 23 maja media zaczęły informować, że Telewizja Polska zrezygnowała z emisji kolejnej edycji programu, a reprezentant zostanie wyłoniony wewnętrznie spośród finalistów ósmej edycji The Voice Kids. 1 czerwca 2025 podczas programu Pytanie na Śniadanie potwierdzono udział Polski w 23. Konkursie Piosenki Eurowizji Junior i ogłoszono, że na reprezentantkę wewnętrznie wybrano Mariannę Kłos, zdobywczynię drugiego miejsca w programie The Voice Kids.

## Uczestnictwo
Polska uczestniczyła w Konkursie Piosenki Eurowizji Junior w latach 2003-2004 oraz 
nieprzerwanie od 2016. Poniższa tabela uwzględnia wszystkich polskich reprezentantów, tytuły konkursowych piosenek i języki w których były śpiewane oraz wyniki w poszczególnych latach.
| Rok                                   | Artysta           | Piosenka               | Język             | Miejsce | Punkty |
| ------------------------------------- | ----------------- | ---------------------- | ----------------- | ------- | ------ |
| 2003                                  | Kasia Żurawik     | „Coś mnie nosi”        | polski            | 16      | 3      |
| 2004                                  | KWADro            | „Łap życie”            | polski            | 17      | 3      |
| Brak reprezentanta w latach 2005–2015 |                   |                        |                   |         |        |
| 2016                                  | Olivia Wieczorek  | „Nie zapomnij”         | polski, angielski | 11      | 60     |
| 2017                                  | Alicja Rega       | „Mój dom”              | polski            | 8       | 138    |
| 2018                                  | Roksana Węgiel    | „Anyone I Want to Be”  | polski, angielski | 1       | 215    |
| 2019                                  | Viki Gabor        | „Superhero”            | polski, angielski | 1       | 278    |
| 2020                                  | Ala Tracz         | „I’ll Be Standing”     | polski, angielski | 9       | 90     |
| 2021                                  | Sara James        | „Somebody”             | polski, angielski | 2       | 218    |
| 2022                                  | Laura Bączkiewicz | „To the Moon”          | polski, angielski | 10      | 95     |
| 2023                                  | Maja Krzyżewska   | „I Just Need a Friend” | polski, angielski | 6       | 124    |
| 2024                                  | Dominik Arim      | „All Together”         | polski, angielski | 12      | 61     |
| 2025                                  | Marianna Kłos     |                        |                   |         |        |
| 2026                                  | 25 kwietnia 2026  |                        |                   |         |        |

Legenda:
     1 miejsce
     2 miejsce
     3 miejsce
     Ostatnie miejsce

## Historia głosowania w finale (2003–2024)
Poniższe tabele pokazują, którym krajom Polska przyznawała w finale konkursu punkty oraz od których państw polscy reprezentanci otrzymywali noty.
| Lp. | Kraj      | Punkty |
| --- | --------- | ------ |
| 1   | Ukraina   | 52     |
| 2   | Gruzja    | 43     |
| 3   | Hiszpania | 41     |
| 4   | Armenia   | 40     |
| 5   | Białoruś  | 39     |

| Lp. | Kraj                       | Punkty |
| --- | -------------------------- | ------ |
| 1   | Irlandia · Malta · Ukraina | 44     |
| 2   | Holandia                   | 41     |
| 3   | Serbia                     | 36     |
| 4   | Portugalia                 | 34     |
| 5   | Albania                    | 33     |

## Organizacja
| Rok  | Lokalizacja                                              | Prowadzący                                               |
| ---- | -------------------------------------------------------- | -------------------------------------------------------- |
| 2019 | Gliwice, Arena Gliwice                                   | Ida Nowakowska, Aleksander Sikora, Roksana Węgiel        |
| 2020 | Warszawa, Studio 5 w siedzibie TVP przy ul. Woronicza 17 | Ida Nowakowska, Małgorzata Tomaszewska, Rafał Brzozowski |

## Komentatorzy i sekretarze
Spis poniżej przedstawia wszystkich polskich komentatorów konkursu oraz krajowych sekretarzy podających punkty w finale.
| Komentatorzy i sekretarze z Polski                 | Komentatorzy i sekretarze z Polski | Komentatorzy i sekretarze z Polski |
| Rok                                                | Komentator                         | Sekretarz                          |
| -------------------------------------------------- | ---------------------------------- | ---------------------------------- |
| 2003                                               | Jarosław Kulczycki                 | Marta                              |
| 2004                                               | Artur Orzech                       | Jadwiga Jaskulska                  |
| Brak reprezentanta i transmisji w latach 2005–2015 |                                    |                                    |
| 2016                                               | Artur Orzech                       | Nicoletta Włodarczyk               |
| 2017                                               | Artur Orzech                       | Dominika Ptak                      |
| 2018                                               | Artur Orzech                       | Grace                              |
| 2019                                               | Artur Orzech                       | Marianna Józefina Piątkowska       |
| 2020                                               | Artur Orzech                       | Marianna Józefina Piątkowska       |
| 2021                                               | Aleksander Sikora, Marek Sierocki  | Matylda                            |
| 2022                                               | Aleksander Sikora                  | Viki Gabor                         |
| 2023                                               | Aleksander Sikora                  | Gabriela Wojciechowicz             |
| 2024                                               | Artur Orzech                       | Maja Krzyżewska                    |
| 2025                                               |                                    |                                    |